# Paul Follot

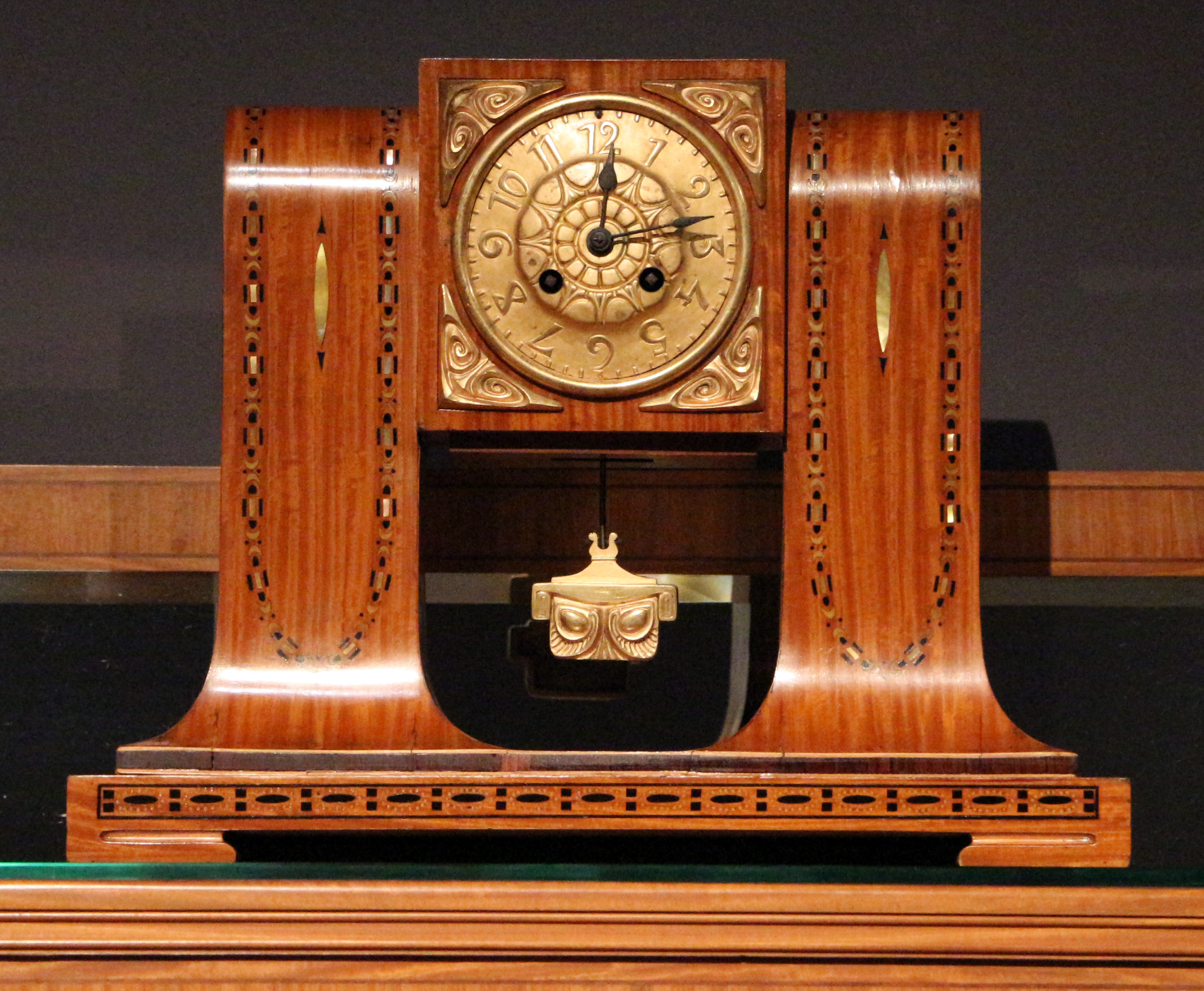
Horloge de table de Paul Follot

Paul Frédéric Follot, né le 17 juillet 1877 à Paris 12e et mort le 10 mars 1942 à Paris 14e, est un ébéniste et décorateur français.

## Biographie
Né en 1877, Paul Follot est le fils du fabricant de papier peint Félix Follot. Après des études auprès d'Eugène Grasset, il se consacre aux arts décoratifs. En 1901, il travaille pour la galerie La Maison Moderne (de Julius Meier-Graefe), pour laquelle il réalise des dessins de bijoux et de tapisseries. Paul Follot rencontre alors Maurice Dufrène qui œuvre lui aussi pour le compte de Julius Meier-Graefe. Cette rencontre influencera fortement Paul Follot, dans la suite artistique de sa carrière.
Après avoir cofondé le groupe d'artistes L'Art dans Tout en 1903, sa carrière de décorateur prend de l'ampleur lorsqu'il se met à son compte en 1904. 
En 1907, il se marie avec Elfriede Vendel-Jörgensen, une artiste-peintre allemande. Ils auront deux enfants Erwin (1908-1957) et Sylvie (1912-1997).
Paul Follot est membre fondateur de la Société des artistes décorateurs, et participe aux salons de 1908 et de 1909 en ouvrant une nouvelle voie à l'art décoratif français.
C'est vers cette époque qu'il décide d'avoir à Paris, au no 5 rue Victor-Schœlcher (XIVe arrdt) son hôtel particulier dont il veut faire à la fois, un lieu de vie pour lui et sa famille, un atelier (dû à l'architecte Pierre Selmersheim en 1914, d'après les dessins de Follot) pour ses créations et un lieu d'exposition de ses œuvres. Il est occupé par l'institut Giacometti depuis 2018.
En 1911, il dessine des céramiques pour Wedgwood, des textiles pour Cornille et Cie, et des objets en argent pour Christofle. En 1920, il démarre un cours d'art appliqué à l'école de la rue Madame, avant de se retrouver en 1923 à diriger l'atelier Pomone (l'atelier de décoration intérieure du magasin parisien Le Bon Marché).
Pour l'exposition internationale de 1925, il réalise plusieurs pavillons dont celui de Pomone. Au pavillon de la Société des Artistes décorateurs : une Ambassade française, il conçoit l'antichambre, dont les murs sont décorés de deux grands panneaux peints (huiles sur toile) par René Crevel. À partir de 1928, Paul Follot fait partie du comité directeur de la compagnie anglaise Waring & Gillow, où il travaille avec Serge Chermayeff pour le design d'ameublement et les intérieurs du département de l'art moderne. En 1928, il décore l'hôtel George-V à Paris. En 1930, Paul Follot est appelé en Thaïlande pour aménager et décorer les quatre palais du roi de Siam Prajadhipok Rama VII. Des événements politiques et économiques entraînant l'abdication du monarque l'empêchent de mener à bien son vaste projet. Il en reste des plans et des dessins. 
Après 1931, il se remet à son compte et, en 1935, il est chargé d'une commande d'une suite pour le paquebot Normandie qui sera présentée à l'exposition universelle de Bruxelles. Le style de la suite est somptueux et en opposition avec l'austérité du modernisme qui cherche à prendre le pas sur l'Art déco. Pour le même paquebot et sous commande Pleyel, il réalise le modèle d'un piano en palissandre sur pied unique. Ce piano sera présenté à l'exposition universelle de 1937 à Paris. Il créa le modèle de tapis rond du bureau de la présidence du jury de l'Union corporative des artisans français (UCFAF), dont la fabrication est confiée à la société Tapis France Orient.
Paul Follot se retire dans le Midi de la France en 1939. Il meurt à Saint-Maxime en 1942.
L'ensemble du mobilier, dessiné par lui-même, de sa maison-atelier de Montparnasse, est vendu aux enchères en mars 2011. Cette vente sort de l'ombre ce décorateur dont les meubles presque baroques s'opposent aux formes épurées de ceux de ses contemporains Jean-Michel Frank ou Pierre Chareau. Paul Follot, dont la carrière est l'illustration même de ce style Art Déco, est né au début du XXe siècle dans la réaction des jeunes artistes français aux formes tourmentées (le "coup de fouet") de l'École de Nancy et l'influence de ce qui se faisait alors de l'autre côté du Rhin (école de Darmstadt), puis avant 1914, par un retour au "néo-classicisme" avec un style qui rappellerait un peu un style Louis XVI tardif, enfin subissant autour de 1925 l'influence du style international qui s'impose partout et qu'on a qualifié d'Art Déco. Mais toujours chez Paul Follot prédomine un esprit classique, tant dans ses formes que dans son inspiration. Il est le dernier architecte-décorateur qui a su tirer parti de la grande tradition de l'ébénisterie parisienne, telle qu'elle se pratiquait depuis le XVIIIe siècle dans les ateliers du Faubourg Saint-Antoine. 

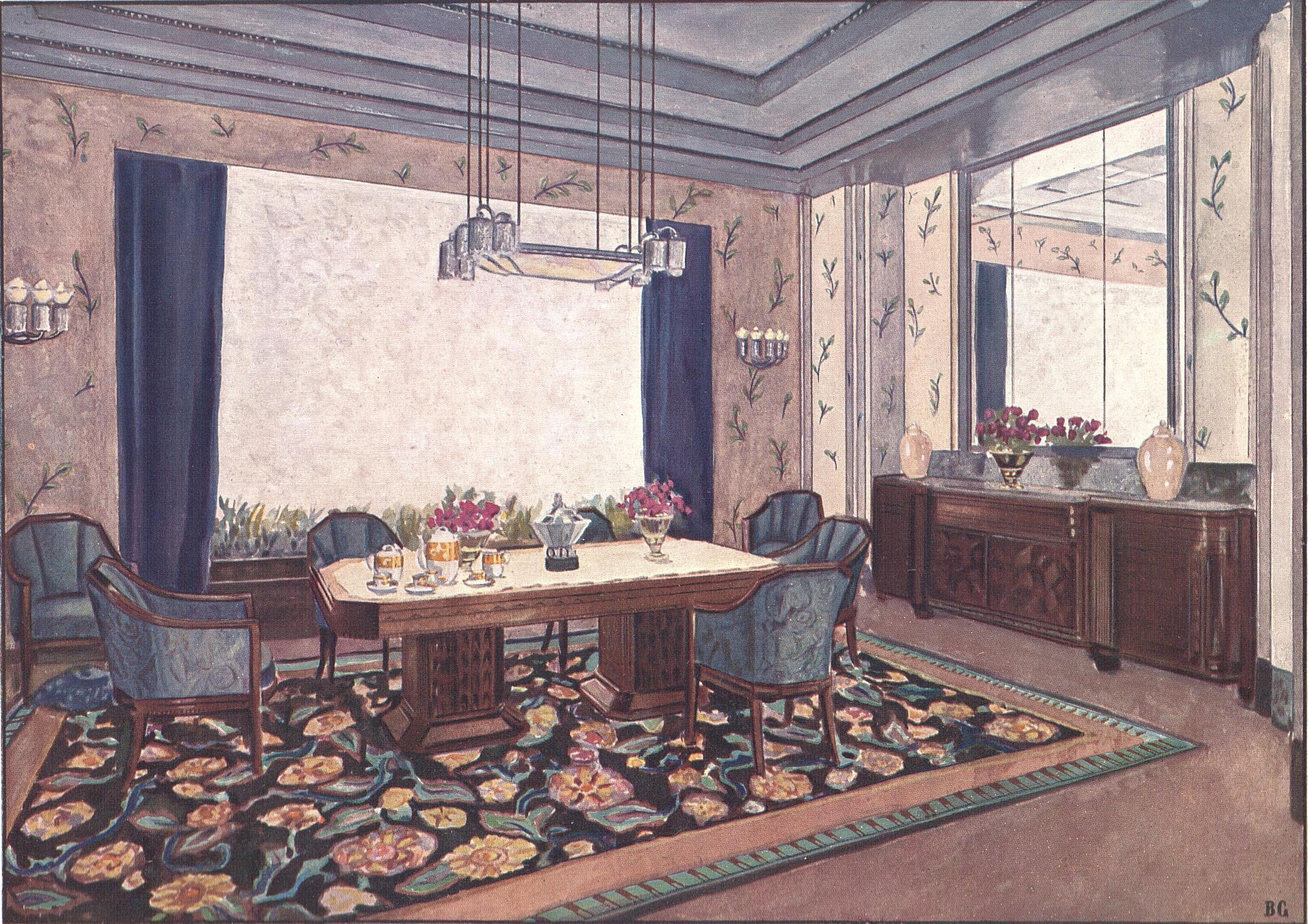
Salle à manger Pomone.